# 성녀의 마력은 만능입니다
성녀의 마력은 만능입니다(聖女の魔力は万能です)는 타치바나 유카(작가), 슈리 야스유키(일러스트)가 원작한 일본의 라이트 노벨 소설 작품이다. 「소설가가 되자」에서 2016년 4월 29일부터 웹 소설로 발간. 2017년 2월 10일부터 카도카와 BOOKS(KADOKAWA)에서 간행. 애니메이션 작품은 2021년 4월부터 6월까지 제1기로 방영되었으며, 제2기의 제작이 결정되어, 2023년 10월부터 방영 중이다.

## 주요 내용
어디에나 있는 살짝 일 중독인 20대 OL 세이는 잔업을 마치고 집으로 돌아가는 길에 이세계로 소환된다. 하지만 갑자기 불러낸 주제에 남의 얼굴을 보더니 “이런 건 성녀가 아니야”라며 설마 했던 방치 플레이를?!
왕궁을 뛰쳐나온 세이는 성녀라는 직함을 숨기고 연구소에서 일하기 시작하지만, 포션을 만들고 화장품을 만드는 등 상식을 뛰어넘는 마력으로 모두의 ‘소원’을 이뤄주면서 점점 성녀 의혹을 키우는데…….
성녀라는 것을 들키지 않고 꿈같은 이세계에서 슬로 라이프를 만끽할 수 있을까?!

## 등장인물
타카나시 세이
성우 : 이시카와 유이
알베르토 호크
성우 : 사쿠라이 타카히로
요한 발데크
성우 : 에구치 타쿠야
유리 드레베스
성우 : 코바야시 유스케
미소노 아이라
성우 : 이치노세 카나
카일 슬란타니아
성우 : 후쿠야마 준
엘리자베스 애슐리
성우 : 우에다 레이나
에어하르트 호크
성우 : 우메하라 유이치로

## 같이 보기
- 네이블